# طواف النمسا 2016
طواف النمسا 2016 هو الموسم 68 من الطواف، وقد بدأ في 2 يوليو 2016 وحتى 9 يوليو 2016 وهو أحد سباقات طواف أوروبا للدراجات 2016.

## الفرق
| فريق عالمي- أستانا فرق قارية محترفة (10)- Bardiani CSF - CCC Development Team ‏ - Cofidis, Solutions Crédits - ديلكو ‏ - دراباك 2016 ‏ - غازبروم روسفيلو ‏ - رومبوت تشارلز ‏ - Akros–Excelsior–Thömus ‏ - Stölting Service Group (cycling team) ‏ - Wanty-Groupe Gobert فرق قارية (8)- أدريا موبيل 2016 ‏ - Sportland Niederösterreich ‏ - Team Felt–Felbermayr ‏ - أدفاريكس هرينكو سيلينج 2016 ‏ - فريق تيرول كيه تي إم للدراجات ‏ - فورارلبرغ 2016 ‏ - ويباتيك مركس 7 آر ‏ - WSA KTM Graz p/b Leomo ‏ |  |
| |  |

## المراحل
| قائمة المراحل | قائمة المراحل | قائمة المراحل                         | قائمة المراحل        | قائمة المراحل | قائمة المراحل        | قائمة المراحل    |
| المرحلة       | التاريخ       | الدورة                                |                      | المسافة (كم)  | الفائز بالمرحلة      | القائد العام     |
| ------------- | ------------- | ------------------------------------- | -------------------- | ------------- | -------------------- | ---------------- |
| Prologue      | 2 يوليو       | Kitzbüheler Horn ‏ – Kitzbüheler Horn ‏ | صعود الجبل ضد الساعة | 0.6           | ويل كلارك            | ويل كلارك        |
| 1             | 3 يوليو       | إنسبروك – زالتسبورغ                   | مرحلة مستوية         | 186.2         | Nicola Ruffoni ‏      | Nicola Ruffoni ‏  |
| 2             | 4 يوليو       | Mondsee (town) ‏ – اشتاير              | مرحلة مستوية         | 205.5         | كليمان فنتوريني      | أندريا باسكولون  |
| 3             | 5 يوليو       | Ardagger ‏ – Sonntagberg ‏              | مرحلة جبلية          | 181.3         | براندان كانتي (دراج) | Markus Eibegger ‏ |
| 4             | 6 يوليو       | Rottenmann ‏ – Edelweißspitze ‏         | مرحلة جبلية          | 183           | جان هيرت             | جان هيرت         |
| 5             | 7 يوليو       | Millstatt am See ‏ – Dobratsch ‏        | مرحلة جبلية          | 147.3         | Simone Sterbini ‏     | جان هيرت         |
| 6             | 8 يوليو       | غراتس – Stegersbach ‏                  | مرحلة جبلية          | 203.9         | Nicola Ruffoni ‏      | جان هيرت         |
| 7             | 9 يوليو       | Bad Tatzmannsdorf ‏ – فيينا            | مرحلة جبلية          | 179.8         | فريدريك باكارت       | جان هيرت         |

## النتيجة

### مرحلة 0
في تاريخ2 يوليو 2016
| التصنيف العام | التصنيف العام          | التصنيف العام | التصنيف العام | التصنيف العام |        |
| الدراج        | الدراج                 | البلد         | الفريق        | الوقت         | السرعة |
| ------------- | ---------------------- | ------------- | ------------- | ------------- | ------ |
| 1.            | ويل كلارك              | أستراليا      | Drapac        | 1 د 10 ث      |        |
| 2.            | Lukas Schlemmer ‏       | النمسا        | WSA-Greenlife | + 1 ث         |        |
| 3.            | Sylwester Janiszewski ‏ | بولندا        | Wibatech Fuji | + 1 ث         |        |
| 4.            | Nicola Ruffoni ‏        | إيطاليا       | Bardiani CSF  | + 2 ث         |        |
| 5.            | Arman Kamyshev ‏        | كازاخستان     | أستانا        | + 3 ث         |        |

### مرحلة 1
في تاريخ3 يوليو 2016
| التصنيف العام | التصنيف العام          | التصنيف العام | التصنيف العام | التصنيف العام |        |
| الدراج        | الدراج                 | البلد         | الفريق        | الوقت         | السرعة |
| ------------- | ---------------------- | ------------- | ------------- | ------------- | ------ |
| 1.            | Nicola Ruffoni ‏        | إيطاليا       | Bardiani CSF  | 4 س 01 د 54 ث |        |
| 2.            | أندريا باسكولون        | إيطاليا       | Roth          | + 5 ث         |        |
| 3.            | ويل كلارك              | أستراليا      | Drapac        | + 7 ث         |        |
| 4.            | Lukas Schlemmer ‏       | النمسا        | WSA-Greenlife | + 8 ث         |        |
| 5.            | Sylwester Janiszewski ‏ | بولندا        | Wibatech Fuji | + 9 ث         |        |

### مرحلة 2
في تاريخ4 يوليو 2016
| التصنيف العام | التصنيف العام          | التصنيف العام | التصنيف العام                | التصنيف العام |        |
| الدراج        | الدراج                 | البلد         | الفريق                       | الوقت         | السرعة |
| ------------- | ---------------------- | ------------- | ---------------------------- | ------------- | ------ |
| 1.            | أندريا باسكولون        | إيطاليا       | Roth                         | 8 س 50 د 18 ث |        |
| 2.            | كليمان فنتوريني        | فرنسا         | كوفيديس                      | + 4 ث         |        |
| 3.            | Sylwester Janiszewski ‏ | بولندا        | Wibatech Fuji                | + 10 ث        |        |
| 4.            | كوينتين باشر           | فرنسا         | Delko-Marseille Provence-KTM | + 10 ث        |        |
| 5.            | Arman Kamyshev ‏        | كازاخستان     | أستانا                       | + 12 ث        |        |

### مرحلة 3
في تاريخ5 يوليو 2016
| التصنيف العام | التصنيف العام        | التصنيف العام | التصنيف العام           | التصنيف العام  |        |
| الدراج        | الدراج               | البلد         | الفريق                  | الوقت          | السرعة |
| ------------- | -------------------- | ------------- | ----------------------- | -------------- | ------ |
| 1.            | Markus Eibegger ‏     | النمسا        | Felbermayr Simplon Wels | 13 س 49 د 58 ث |        |
| 2.            | براندان كانتي (دراج) | أستراليا      | Drapac                  | + 4 ث          |        |
| 3.            | ماريك روتكيفيتش      | بولندا        | Wibatech Fuji           | + 13 ث         |        |
| 4.            | ويليام مارتن (دراج)  | فرنسا         | Wanty-Groupe Gobert     | + 17 ث         |        |
| 5.            | باتريك شيلينغ        | سويسرا        | فورارلبرغ               | + 23 ث         |        |

### مرحلة 4
في تاريخ6 يوليو 2016
| التصنيف العام | التصنيف العام       | التصنيف العام | التصنيف العام                | التصنيف العام  |        |
| الدراج        | الدراج              | البلد         | الفريق                       | الوقت          | السرعة |
| ------------- | ------------------- | ------------- | ---------------------------- | -------------- | ------ |
| 1.            | جان هيرت            | التشيك        | CCC Sprandi Polkowice        | 19 س 07 د 35 ث |        |
| 2.            | ويليام مارتن (دراج) | فرنسا         | Wanty-Groupe Gobert          | + 1 د 17 ث     |        |
| 3.            | باتريك شيلينغ       | سويسرا        | فورارلبرغ                    | + 1 د 29 ث     |        |
| 4.            | ديليو فرنانديز كروز | إسبانيا       | Delko-Marseille Provence-KTM | + 1 د 33 ث     |        |
| 5.            | Stéphane Rossetto ‏  | فرنسا         | كوفيديس                      | + 1 د 49 ث     |        |

### مرحلة 5
في تاريخ7 يوليو 2016
| التصنيف العام | التصنيف العام       | التصنيف العام | التصنيف العام                | التصنيف العام  |        |
| الدراج        | الدراج              | البلد         | الفريق                       | الوقت          | السرعة |
| ------------- | ------------------- | ------------- | ---------------------------- | -------------- | ------ |
| 1.            | جان هيرت            | التشيك        | CCC Sprandi Polkowice        | 22 س 46 د 30 ث |        |
| 2.            | ويليام مارتن (دراج) | فرنسا         | Wanty-Groupe Gobert          | + 1 د 17 ث     |        |
| 3.            | باتريك شيلينغ       | سويسرا        | فورارلبرغ                    | + 1 د 29 ث     |        |
| 4.            | ديليو فرنانديز كروز | إسبانيا       | Delko-Marseille Provence-KTM | + 1 د 33 ث     |        |
| 5.            | Stéphane Rossetto ‏  | فرنسا         | كوفيديس                      | + 1 د 49 ث     |        |

### مرحلة 6
في تاريخ8 يوليو 2016
| التصنيف العام | التصنيف العام       | التصنيف العام | التصنيف العام                | التصنيف العام  |        |
| الدراج        | الدراج              | البلد         | الفريق                       | الوقت          | السرعة |
| ------------- | ------------------- | ------------- | ---------------------------- | -------------- | ------ |
| 1.            | جان هيرت            | التشيك        | CCC Sprandi Polkowice        | 27 س 28 د 21 ث |        |
| 2.            | ويليام مارتن (دراج) | فرنسا         | Wanty-Groupe Gobert          | + 1 د 17 ث     |        |
| 3.            | باتريك شيلينغ       | سويسرا        | فورارلبرغ                    | + 1 د 29 ث     |        |
| 4.            | ديليو فرنانديز كروز | إسبانيا       | Delko-Marseille Provence-KTM | + 1 د 31 ث     |        |
| 5.            | Stéphane Rossetto ‏  | فرنسا         | كوفيديس                      | + 1 د 49 ث     |        |

### مرحلة 7
في تاريخ9 يوليو 2016
| الدراج | الدراج | البلد | الفريق | الوقت | السرعة |  |

## التصنيف العام النهائي
| التصنيف العام | التصنيف العام        | التصنيف العام | التصنيف العام                | التصنيف العام  |        |
| الدراج        | الدراج               | البلد         | الفريق                       | الوقت          | السرعة |
| ------------- | -------------------- | ------------- | ---------------------------- | -------------- | ------ |
| 1.            | جان هيرت             | التشيك        | CCC Sprandi Polkowice        | 30 س 52 د 09 ث |        |
| 2.            | ويليام مارتن (دراج)  | فرنسا         | Wanty-Groupe Gobert          | + 1 د 17 ث     |        |
| 3.            | باتريك شيلينغ        | سويسرا        | فورارلبرغ                    | + 1 د 29 ث     |        |
| 4.            | ديليو فرنانديز كروز  | إسبانيا       | Delko-Marseille Provence-KTM | + 1 د 31 ث     |        |
| 5.            | Stéphane Rossetto ‏   | فرنسا         | كوفيديس                      | + 1 د 49 ث     |        |
| 6.            | هيرمان بيرنشتاينر    | النمسا        | Amplatz-BMC                  | + 2 د 21 ث     |        |
| 7.            | Markus Eibegger ‏     | النمسا        | Felbermayr Simplon Wels      | + 3 د 21 ث     |        |
| 8.            | براندان كانتي (دراج) | أستراليا      | Drapac                       | + 3 د 28 ث     |        |
| 9.            | ديفيد بيلدا          | إسبانيا       | Roth                         | + 3 د 46 ث     |        |
| 10.           | Marco Minnaard ‏      | هولندا        | Wanty-Groupe Gobert          | + 4 د 19 ث     |        |

## وصلات خارجية
- طواف النمسا 2016 على موقع إحصائيات الدراجات الإحترافية (الإنجليزية)